# Gelredome
Gelredome är en fotbollsarena i Arnhem, Nederländerna. Den fungerar som hemmaarena för SBV Vitesse och invigdes den 25 mars 1998. Arenan har ett öppningsbart tak samt en plan som kan dras undan när den inte används, till exempel för konserter eller andra evenemang. Gelredome har kapacitet på 25 000 åskådare vid fotbollsmatcher och 41 000 vid konserter. Arenan var en av spelplatserna under fotbolls-EM 2000 som hölls i Belgien och Nederländerna.
Arenan och staden Arnhem visade intresse till att bli värdstad för Eurovision Song Contest 2020 men nominerades aldrig av EBU.

## Evenemang
- EM i fotboll 2000

### Konserter i Gelredome
| - Janet Jackson - U2 - Bruce Springsteen - Queen + Paul Rodgers - Rammstein - Coldplay - DJ Tiësto - Britney Spears - Madonna - Radiohead |  | - Justin Timberlake - Paul McCartney - Metallica - Spice Girls - Backstreet Boys - Pearl Jam - Marco Borsato (2006) - Roger Waters (2007) - Shakira (2007) - Qlimax (2003 - Idag) - Hard Bass |